# Rehlingen (Rehlingen-Siersburg)
Rehlingen ist einer der namensgebenden Ortsteile der saarländischen Gemeinde Rehlingen-Siersburg. Der Ort liegt im Landkreis Saarlouis an der Mündung der Flüsse Saar und Nied.

## Geschichte

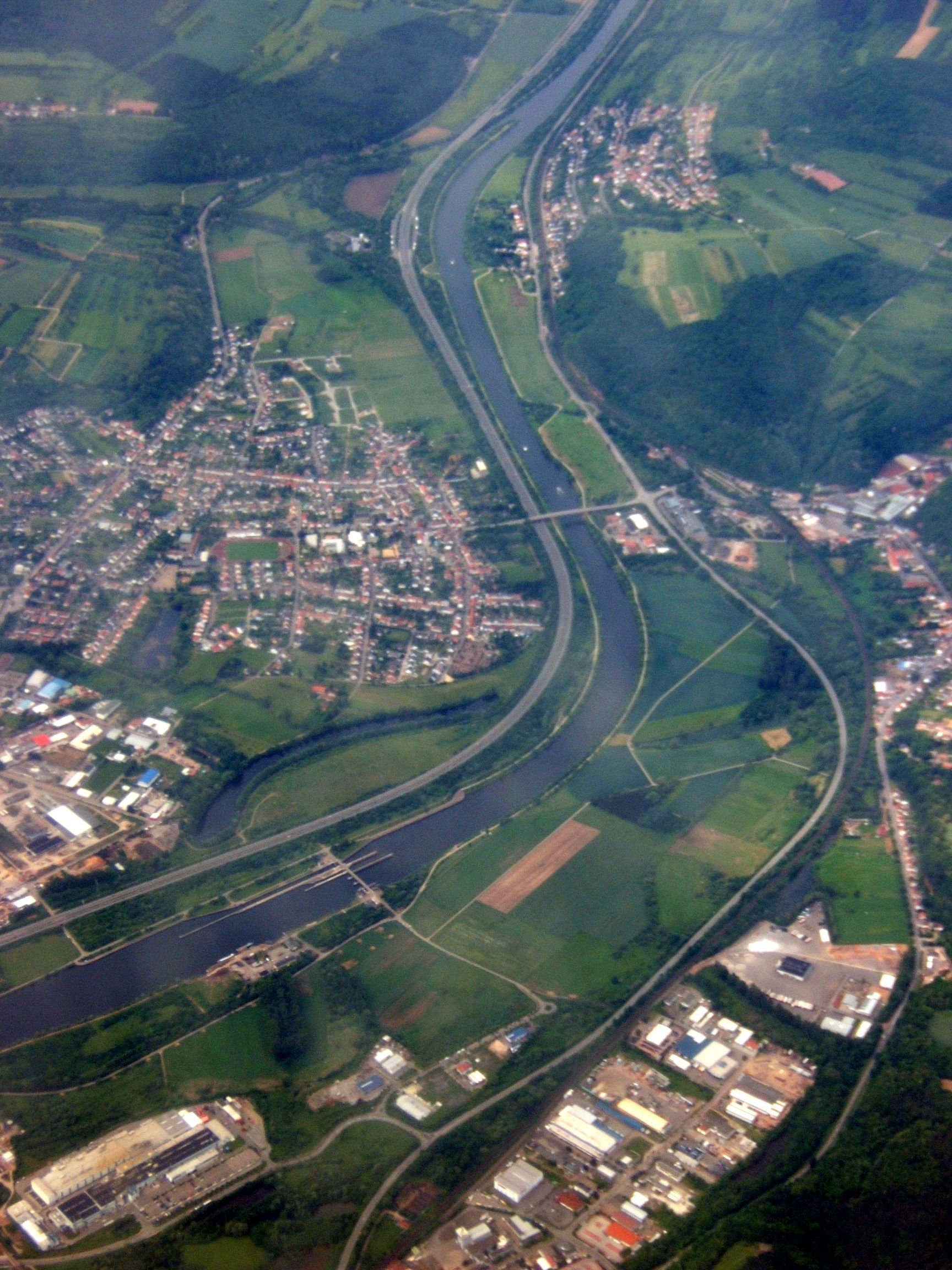
Luftbild mit Blick auf Schleuse und Altarm

Im Zuge der Gebiets- und Verwaltungsreform wurde die bis dahin eigenständige Gemeinde Rehlingen am 1. Januar 1974 ein Ortsteil der Gemeinde Rehlingen, die später in Rehlingen-Siersburg umbenannt wurde.
Für die unter Denkmalschutz stehenden Baudenkmäler des Ortes siehe die Liste der Baudenkmäler in Rehlingen.

## Politik
Der Ortsrat mit 11 Sitzen setzt sich nach der Kommunalwahl vom 26. Mai 2019 wie folgt zusammen:
- CDU: 1031 Stimmen, 6 Sitze
- SPD: 772 Stimmen, 4 Sitze
- Grüne: 310 Stimmen, 1 Sitz

Ortsvorsteher ist Sebastian Zimmer (CDU).

## Persönlichkeiten
- Fulbert Steffensky (* 7. Juli 1933), deutscher Theologe und Ehemann von Dorothee Sölle